# Agromyza reptans
Agromyza reptans este o specie de muște din genul Agromyza, familia Agromyzidae, descrisă de Fallen în anul 1823. Conform Catalogue of Life specia Agromyza reptans nu are subspecii cunoscute.